# Телефонија
Телефонија обухвата опште употребе опреме да пружи гласовне комуникације преко удаљености, посебно спајајући телефоне једним са другим.
Телефони су оригинално директно повезани заједно у пару. Сваки корисник је имао одвојене телефоне ожичене према разним местима које би пожељео звати. Ово је постало незгодно кад људи су хтели да разговарају са многим другим телефонима, тако да је изумљена телефонска централа. Сваки телефон је онда могао да се повеже са другим локалним, тако изумејући локалну петљу и телефонски позив. Ускоро, ближе централе су биле повезане међумесним линијама, и на крају оне удаљене су се такође повезали.
Велики допринос повезивању удаљених централа дао је српски научник Михајло Идворски Пупин, својим изумом познатим под именом пупинови калемови.